# 曹宗璠
曹宗璠（16世紀—17世紀），字汝珍，號惕咸，南直隸鎮江府金壇縣人，明朝政治人物。

## 生平
翰林院编修曹大章之孫。天啟元年（1621年）應天鄉試舉人，崇禎四年（1631年）成進士 ，都察院观政，獲授黃巖知縣，五年調任封丘，辭官歸鄉；後來起用為上林苑監監丞，鄭成功起義時被連坐殺害。

## 著作
曹宗璠好古，喜歡讀書，詩作倣效溫李，有《崑禾堂集》流傳。

## 引用
1. 1 2  光緒《金壇縣志·卷九·人物志》：曹宗璠 字汝珍，大章孫，崇禎辛未進士。授黃巖知縣，調封邱縣，歸里，後起上林苑監丞。璠好古喜讀書，詩宗溫李，所著有《崑禾堂集》行世。
2. ↑  光緒《金壇縣志·卷八·選舉志》：熹宗天啟元年 解元陳組綬……曹宗璠 見進士
3. ↑  《崇祯四年辛未科三百五十名进士履历》：曹宗璠，惕咸，書五房，壬寅二月初九日生。金坛人，辛酉九十，會二十四，三甲五十八名。都察院政，授黄岩知县，壬申调封丘，本年東衆參，革职。曾祖邦彦，司務贈编修。祖大章，榜眼、翰林编修。父祖嚮，都司经历。
4. ↑  錢海岳《南明史·卷八十七·列傳第六十三》：時鎮江府屬遺臣：……曹宗璠，字汝珍，崇禎四年進士。歷黃巖、封丘知縣，左遷上林丞。後以鄭成功義師連死。